# Anna Katharina von Brandenburg

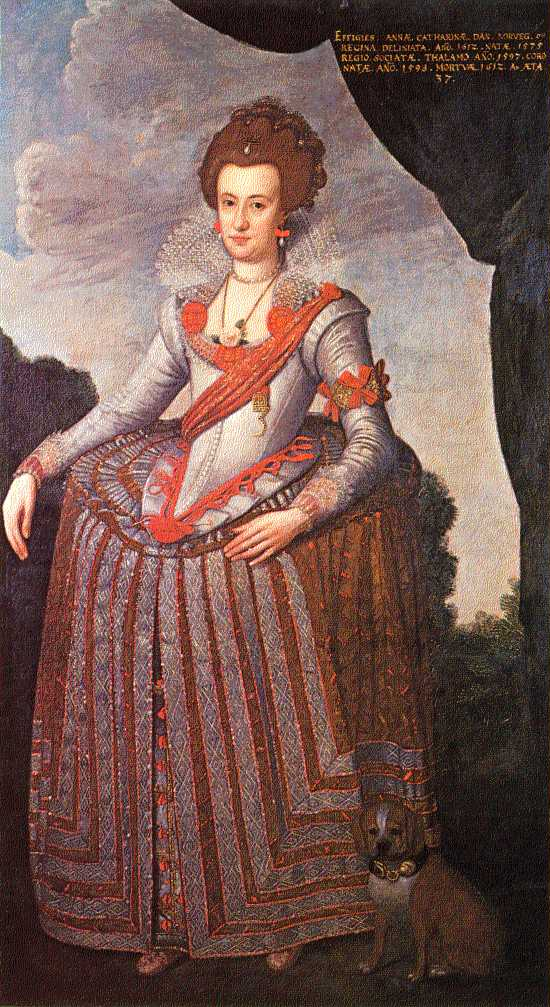
Anna Katharina von Brandenburg, spätere Königin von Dänemark

Anna Katharina von Brandenburg (* 26. Juli 1575 in Halle; † 29. März 1612 in Kopenhagen) war eine Prinzessin von Brandenburg und durch Heirat Königin von Dänemark und Norwegen.

## Leben
Anna Katharina war die älteste Tochter des Kurfürsten Joachim Friedrich von Brandenburg (1546–1608) aus dessen erster Ehe mit Katharina (1549–1602), Tochter des Markgrafen Johann von Brandenburg-Küstrin (1513–1571). Die Prinzessin wurde ihrer Mutter nicht unähnlich, an Bildung und Aussehen eher durchschnittlich beschrieben.
Nach einer lebensgefährlichen Überfahrt über die Ostsee nahm die kurbrandenburgische Familie an den Krönungsfeierlichkeiten König Christians IV. von Dänemark (1577–1648) am 29. August 1596 teil. Hier lernte Anna Katharina ihren späteren Gatten kennen. Christian sandte eine Abordnung nach Schloss Wolmirstedt, wo Anna Katharinas Vater zu jener Zeit als Administrator des Erzbistums Magdeburg residierte und ließ um die Hand der Prinzessin anhalten. Am 27. November 1597 fand in Hadersleben die Vermählung statt und am 12. Juli des folgenden Jahres wurde Anna Katharina in der Kopenhagener Frauenkirche zur dänischen Königin gekrönt.
Schon während der Ehe unterhielt Christian eine außereheliche Beziehung zur Tochter des Kopenhagener Bürgermeisters, Kirsten Matsdatter. Der spätere dänische Reichsmarschall Jørgen Urne (1598–1642) begann seine Karriere als Edelknabe der Königin Anna Katharina.
Anna Katharina ist im Dom zu Roskilde bestattet.

## Nachkommen
Aus ihrer Ehe hatte Anna Katharina folgende Kinder:
- Friedrich (*/† 1599)
- Christian (1603–1647), Kronprinz von Dänemark

⚭ 1634 Prinzessin Magdalena Sibylle von Sachsen (1617–1668)
- Sophie (*/† 1605)
- Elisabeth (1607–1608)
- Friedrich III. (1609–1670), König von Dänemark und Norwegen

⚭ 1643 Prinzessin Sophie Amalie von Braunschweig-Calenberg (1628–1685)
- Ulrich (1611–1633), Bischof von Schwerin